# Zeche Helene (Witten)
Die Zeche Helene war ein Steinkohlen-Bergwerk in Heven.

## Bergwerksgeschichte
Bereits 1791 betrieb die Gewerkschaft Helena am Rand von Heven Stollenbergbau. Nach Erschöpfung der Kohlenvorräte über der Stollensohle begann die Zeche 1856 mit dem Abteufen des 405 m tiefen Schachtes Helene, um auf Tiefbau überzugehen. Die geförderten Kohlen wurden ab 1861 über eine doppelspurige Pferdeeisenbahn zur Bergisch-Märkischen Eisenbahn nach Witten transportiert. Vorher war der Kohlenabsatz durch den Helena-Erbstollen zur Ruhr gegangen.
1883 vereinigte sich Helene mit der in Bommern direkt an der Ruhr gelegenen Zeche Nachtigall zur Zeche Helene-Nachtigall. Beide Schachtanlagen wurden 1884 in 315 m Teufe durch einen Querschlag unter der Ruhr miteinander verbunden.
1889–1892 erhielt Helene eine Kohlenwäsche, eine Kokerei mit 90 Öfen, eine Brikettfabrik und einen Wetterschacht mit Ventilator. In dieser Zeit erzielte die Zeche mit fast 900 Mann ihre höchste Jahresförderung von 213.000 t.
Mit dem Wasserzufluss von maximal 11 m³ in der Minute geriet die Zeche in erhebliche wirtschaftliche Schwierigkeiten. So wurde 1892 zuerst Nachtigall und 1896 auch Helene stillgelegt. Unmittelbar nach dem Zweiten Weltkrieg wurde auf dem Gelände von Anwohnern noch einmal improvisiert nach Kohle als Brennmaterial gesucht. Der Schacht lag versetzt neben und unter dem ehemaligen Rote-Asche-Sportplatz des TuS Heven. Kurz nach Eröffnung des Platzes (bis 1953 hatte der Verein in der „Aue“ nahe beim Edelstahlwerk gespielt) gab es einen Tagebruch in der Mitte des Spielfeldes; glücklicherweise herrschte kein Spielbetrieb und niemand wurde verletzt. Der Platz musste neu mit entsprechender Stahl- und Betonsicherung befestigt werden. Seit 2010 ist dieses Gelände mit einem Einkaufsmarkt mit zugehörigem Parkplatz bebaut – am Nordrand des Wittener Ortsteils, am Haldenweg. Das Nebengebäude des abgebauten Förderturms dient noch heute als bescheidene Wohnbehausung.